# Liste der Orte entlang der Jurassic Coast

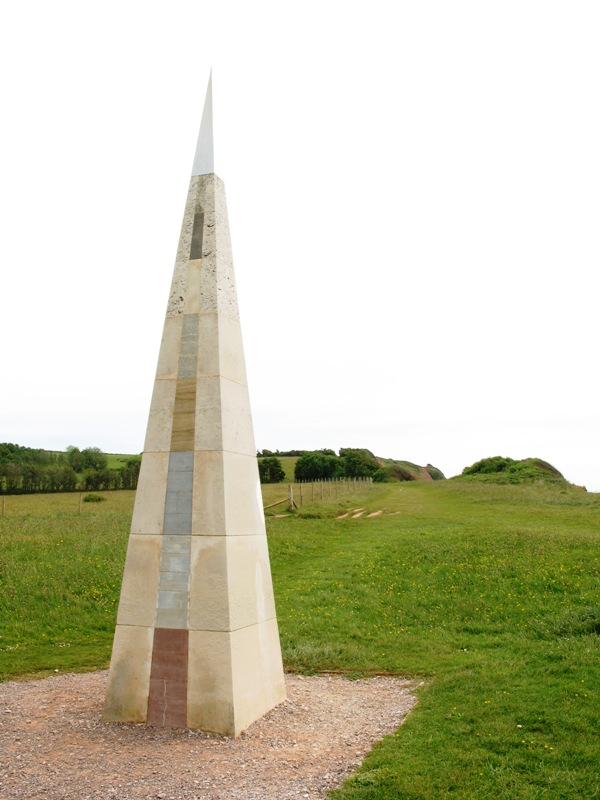
Die „Geoneedle“ am Orcombe Point nahe Exmouth besteht aus verschiedenen Gesteinsarten, die entlang der Jurassic Coast zu finden sind.

Eine Liste der Orte entlang  der Jurassic Coast an der Südküste Englands, von Devon bis in die Grafschaft Dorset von Westen nach Osten:

## Ost-Devon

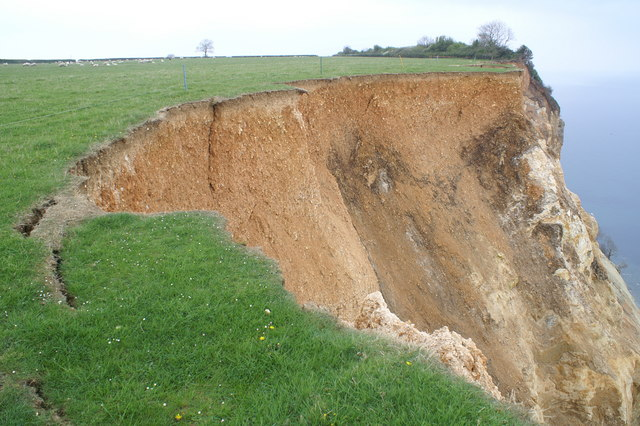
Dunscombe Cliff
nach Erdrutsch, April 2006

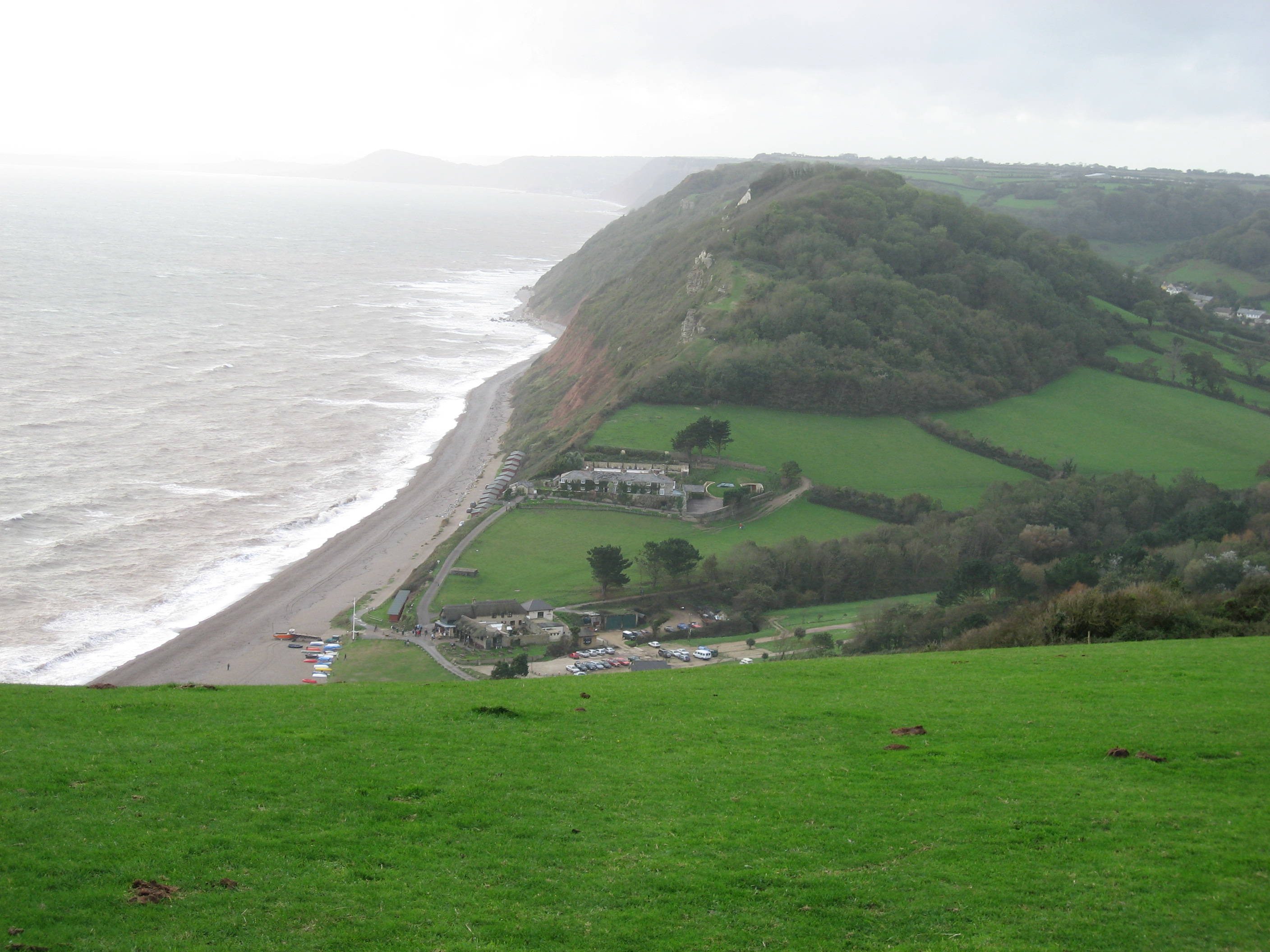
Branscombe Mouth

- Orcombe Point bei Exmouth
- Sandy Bay
- Straight Point
- Otter Cove
- Littleham Cove
- Budleigh Salterton
- Otterton Ledge
- Danger Point
- Black Head
- Brandy Head
- Crab Ledge
- Chiselbury Bay
- Smallstones Point
- Ladram Bay
- Hern Point Rock
- Big Picket Rock
- Tortoiseshell Rocks
- Chit Rocks
- High Peak
- Peak Hill
- Sidmouth
- Salcombe Hill Cliff
- Chapman's Rocks
- Salcombe Mouth

- Dunscombe Cliff
- Hook Ebb
- Weston Mouth
- Weston Cliff
- Weston Ebb
- Coxe's Cliff
- Littlecombe Shoot

- Branscombe
  - Branscombe Mouth
- Sherborne Rocks
- Beer Head
- Beer Quarry Caves
- Beer
- Seaton
  - Seaton Hole
  - Seaton Bay
- Haven Cliff
- Culverhole Point
- Humble Point
- Pinhay Bay
- Seven Rock Point

## West Dorset

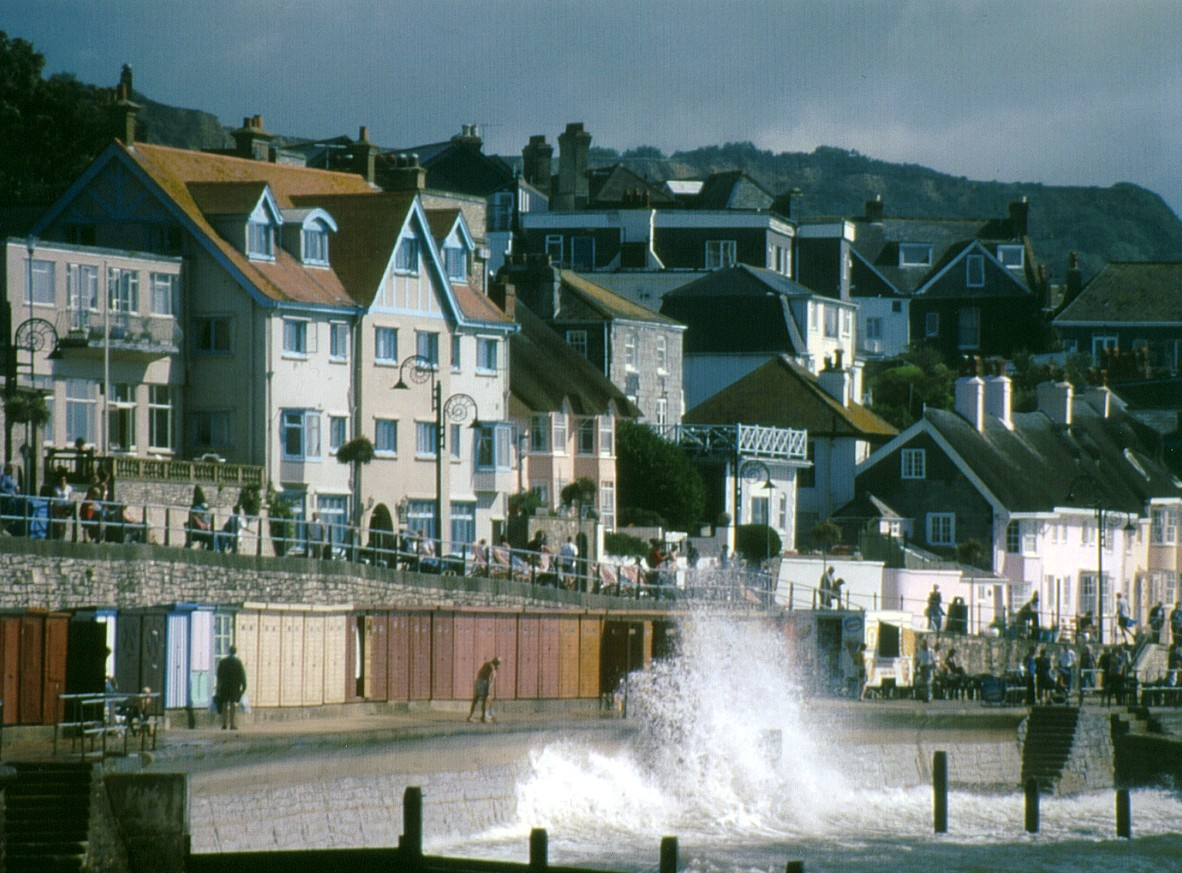
Blick auf Lyme Regis Strandpromenade
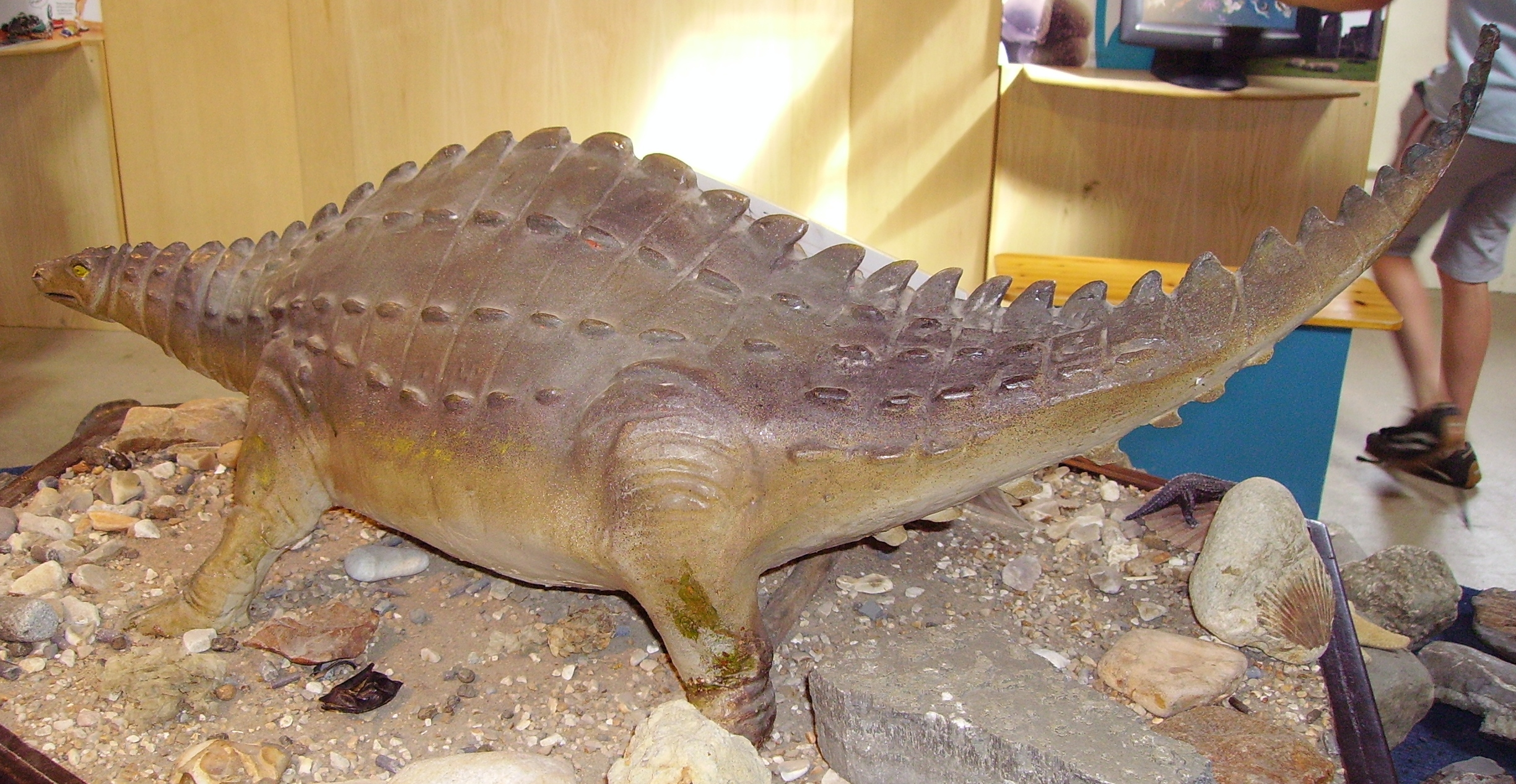
Charmouth Heritage Coast Centre – Ein Modell
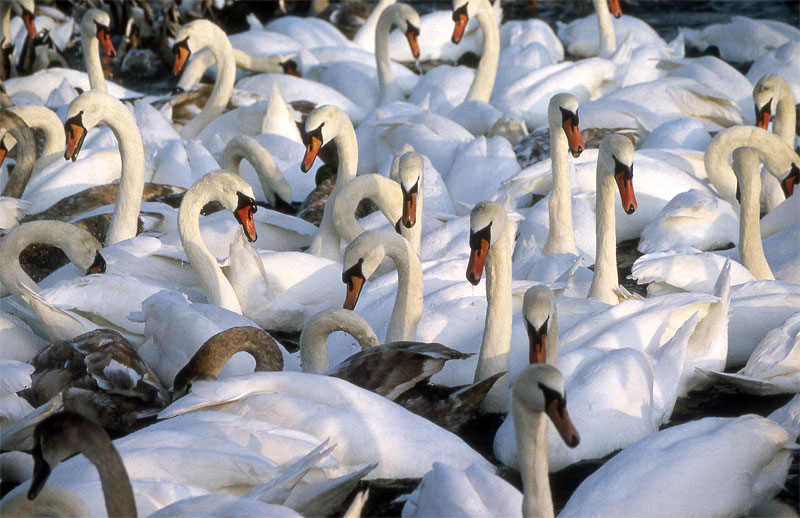
Schwäne in der Bucht von Abbotsbury
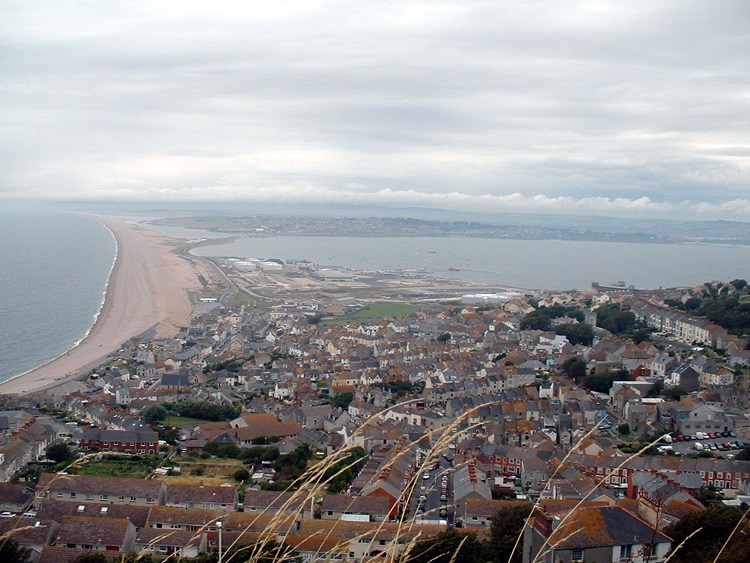
Chesil Beach (Blick von Fortuneswell), Portland Harbour rechts

- Poker's Pool
- Lyme Regis
  - Dinosaurland Fossil Museum
  - Lyme Regis Museum
- Lyme Bay
- Canary Ledges
- Black Ven
- Charmouth
  - Charmouth Heritage Coast Centre
- St Gabriel's Mouth
- Golden Cap
- East Ebb
- East Ebb Cove
- Great Ebb
- Eype's Mouth
- West Bay
- East Cliff
- Burton Cliff
- Burton Bradstock
  - Burton Beach
- Cogden Beach
- West Bexington
- Abbotsbury
  - Abbotsbury Gardens
  - Abbotsbury Swannery
- Chesil Beach
  - Gore Cove

## Weymouth and Portland

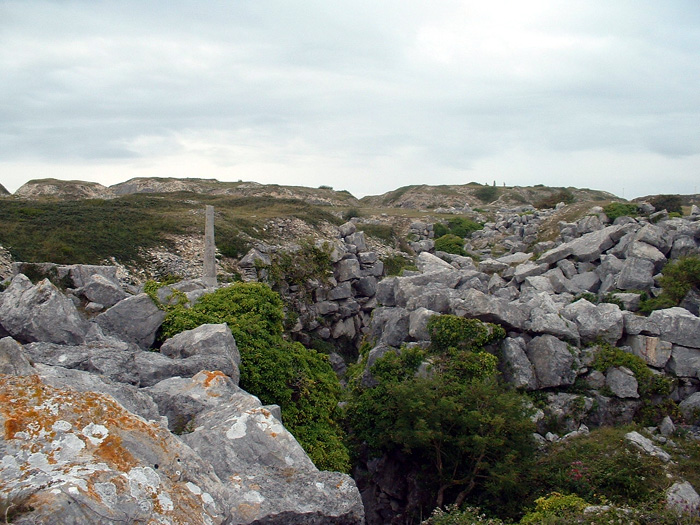
Isle of Portland, ehemaliger Steinbruch, jetzt Skulpturenpark
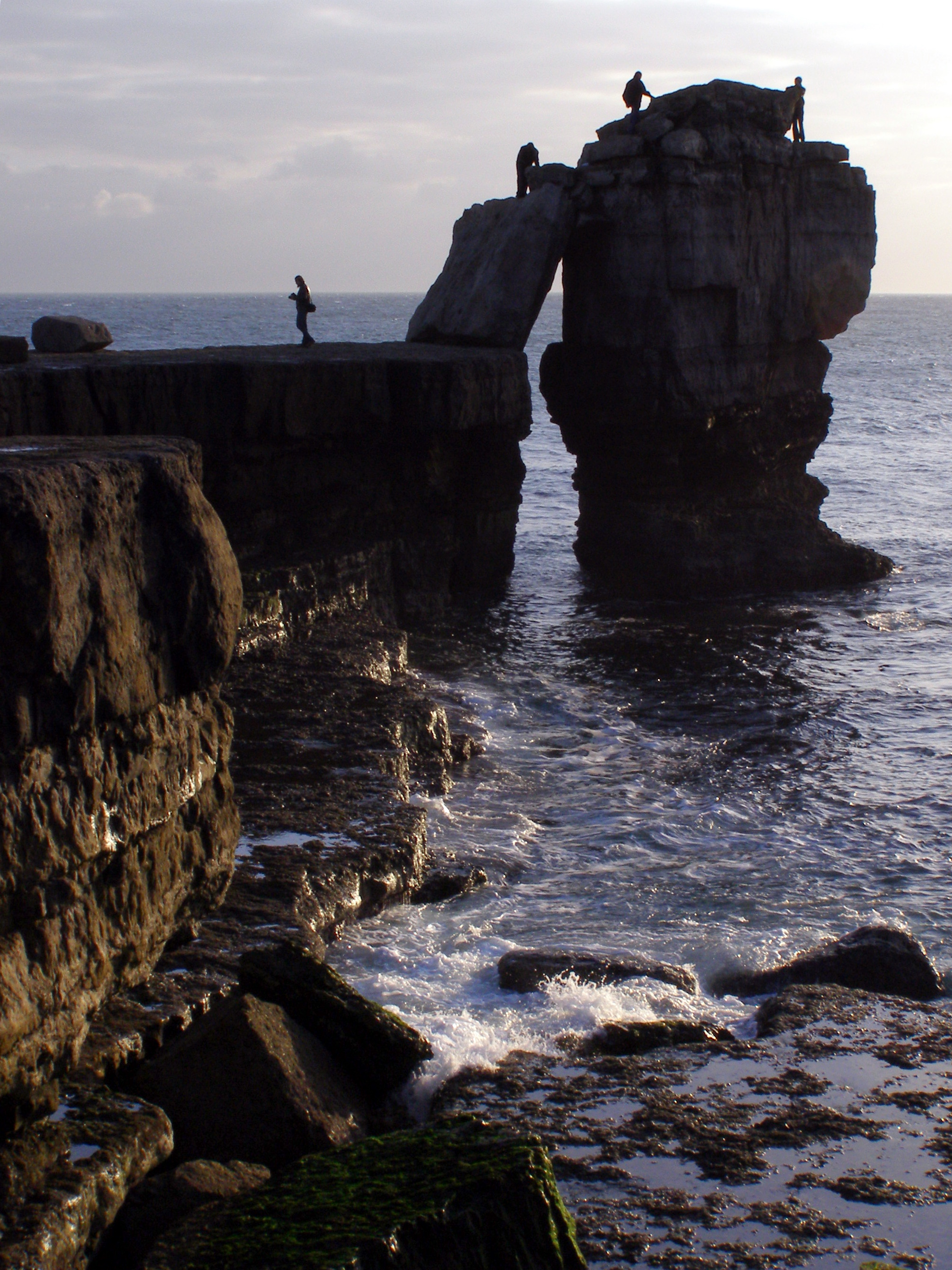
Pulpit Rock
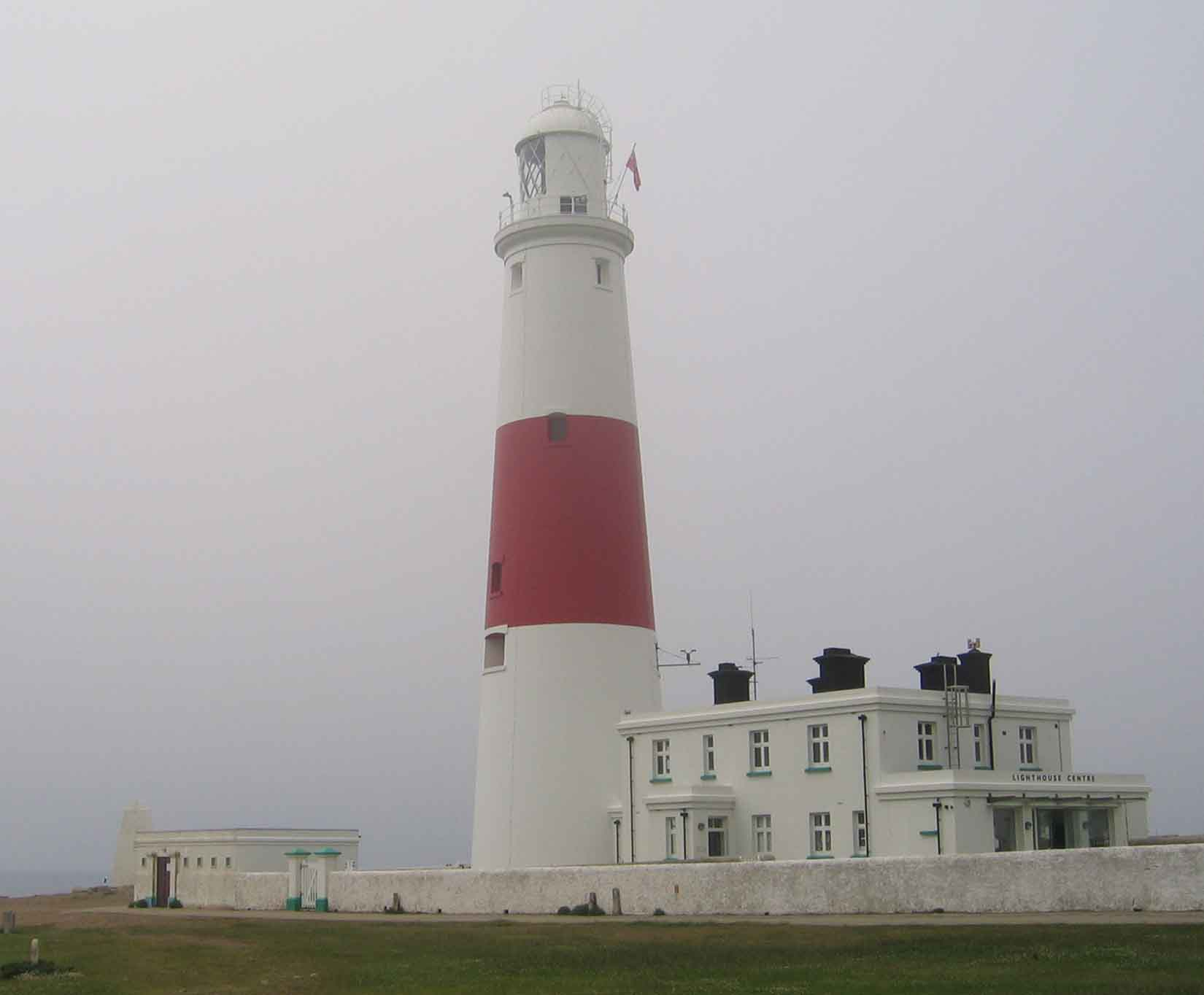
Portland Bill Lighthouse
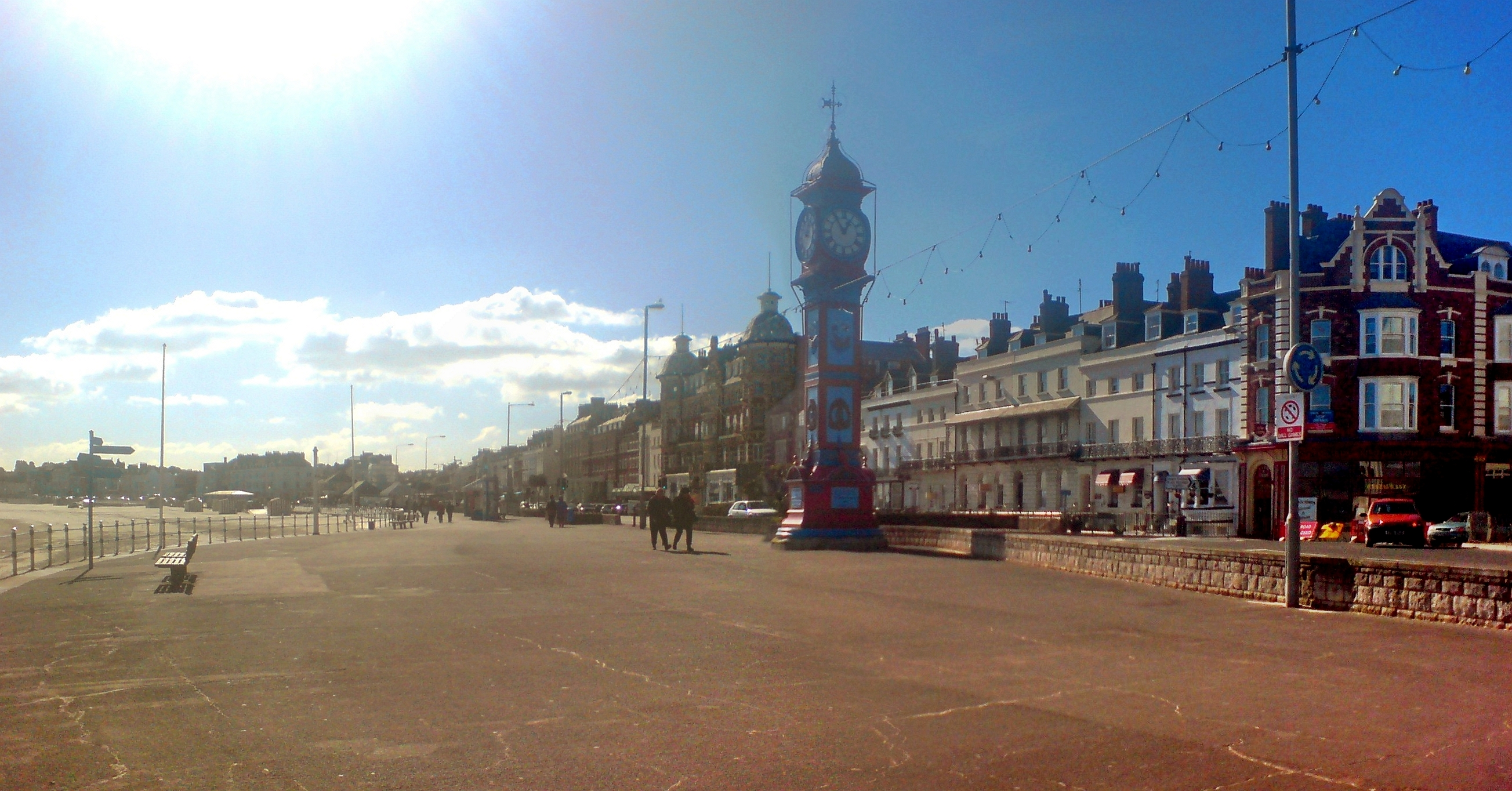
Die Esplanade in Weymouth
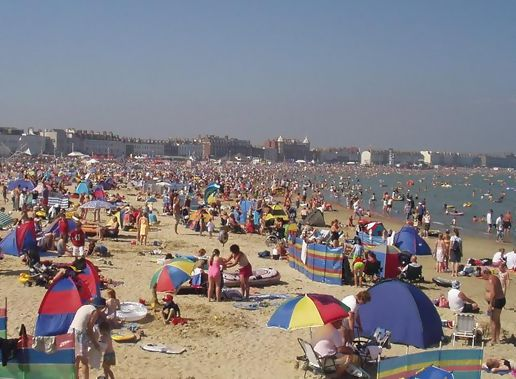
Weymouth Beach
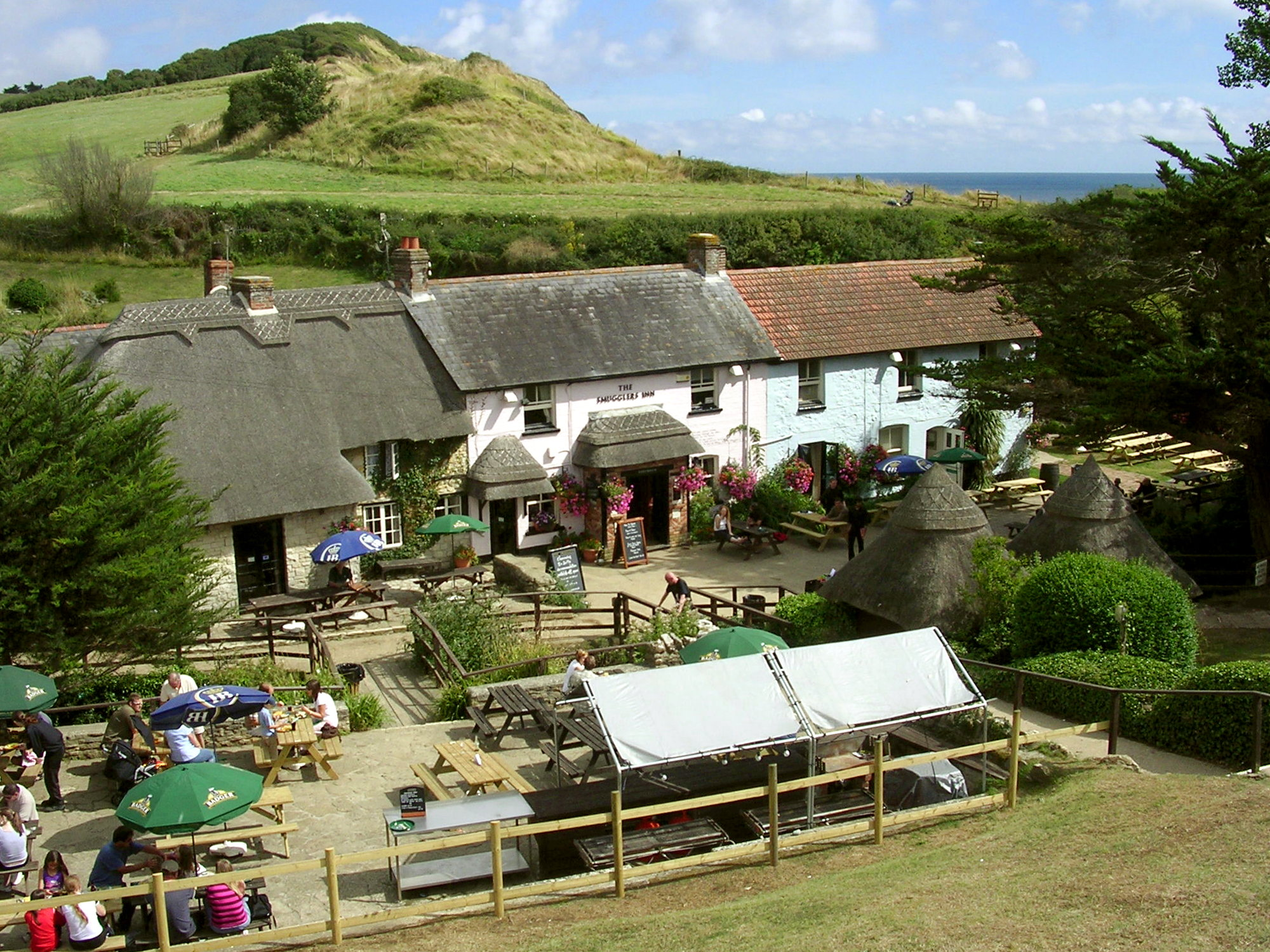
The Smugglers Inn, Osmington Mills
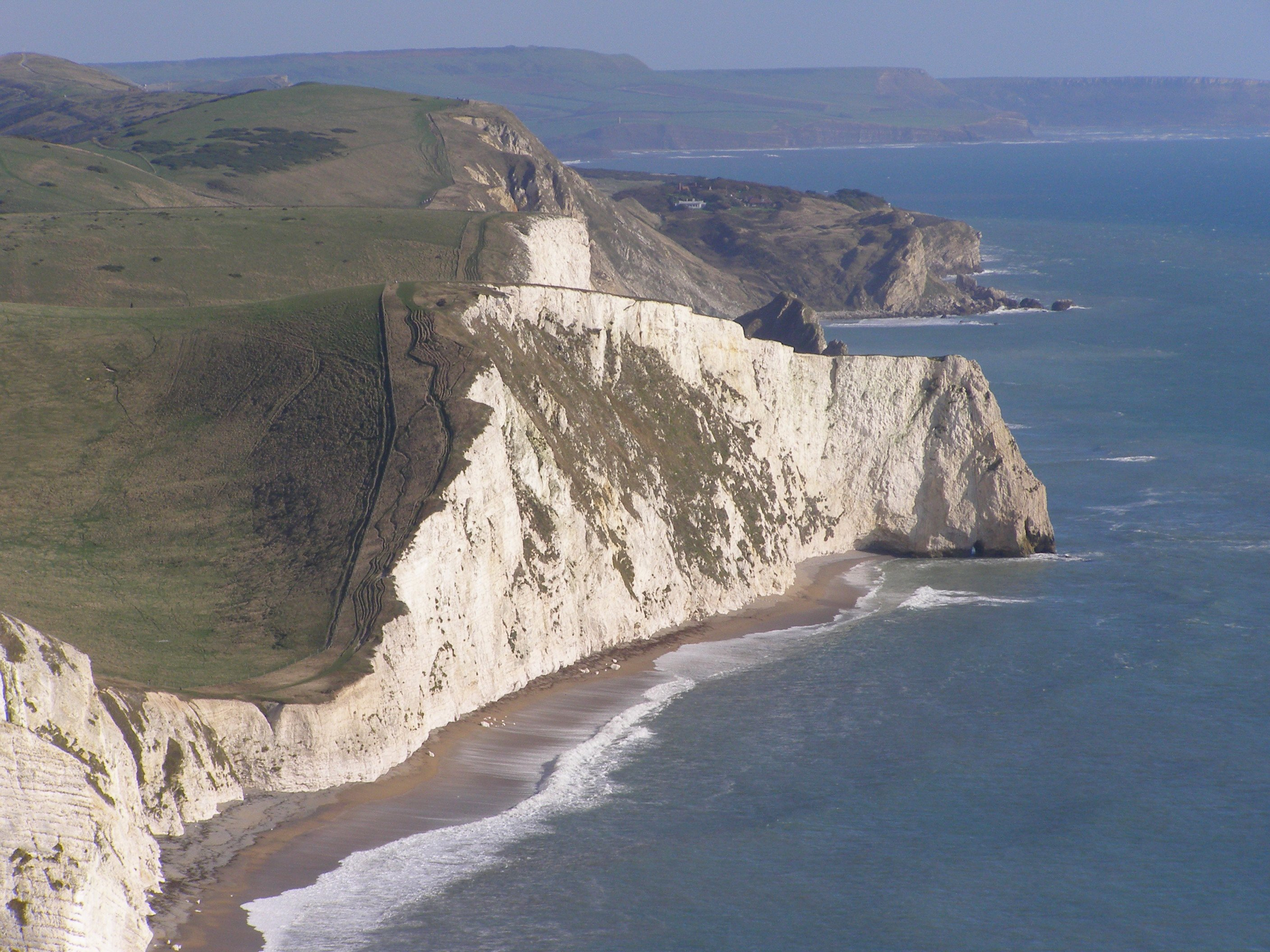
Bats Head
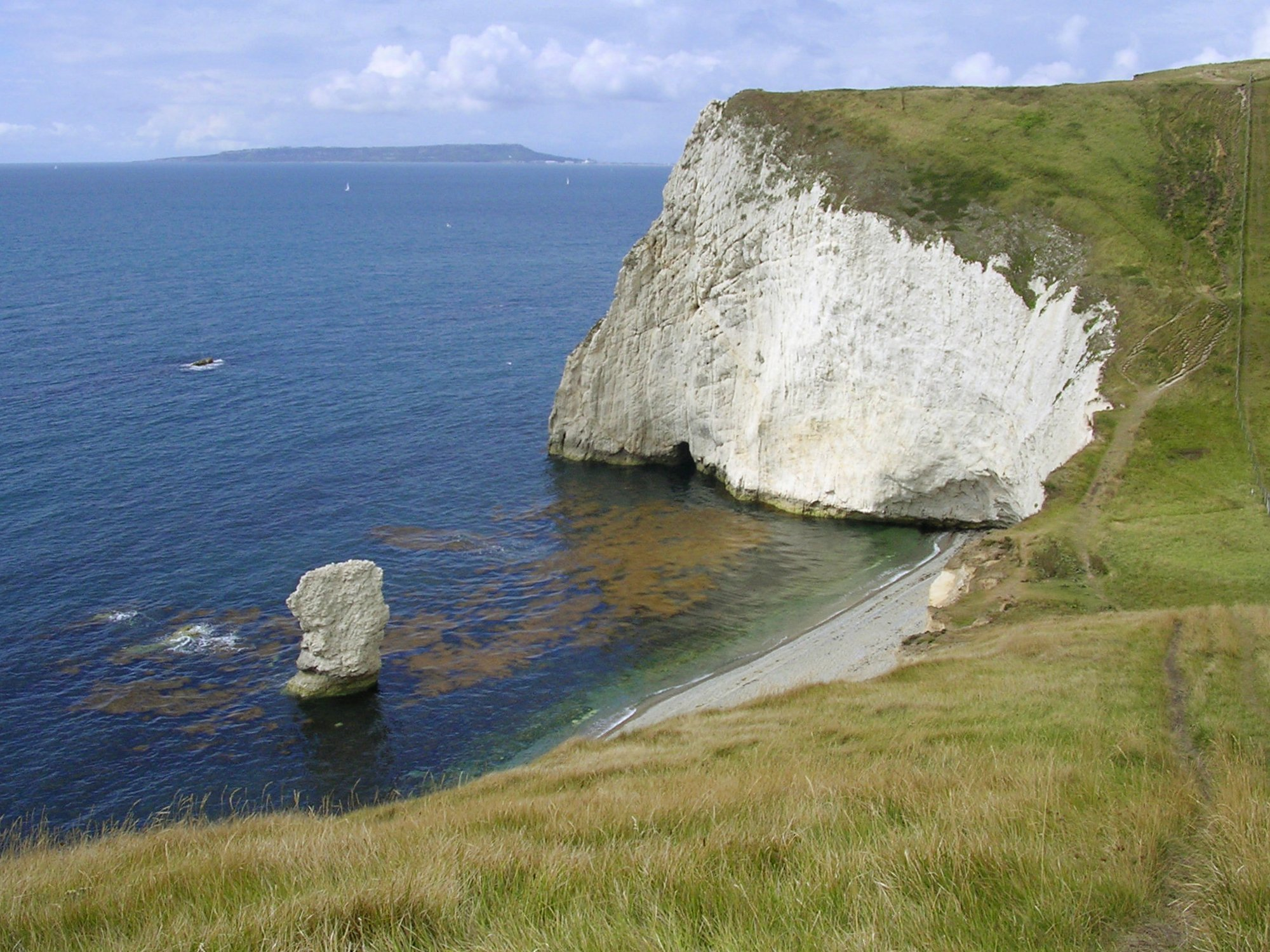
Bats Head (Isle of Portland im Hintergrund)
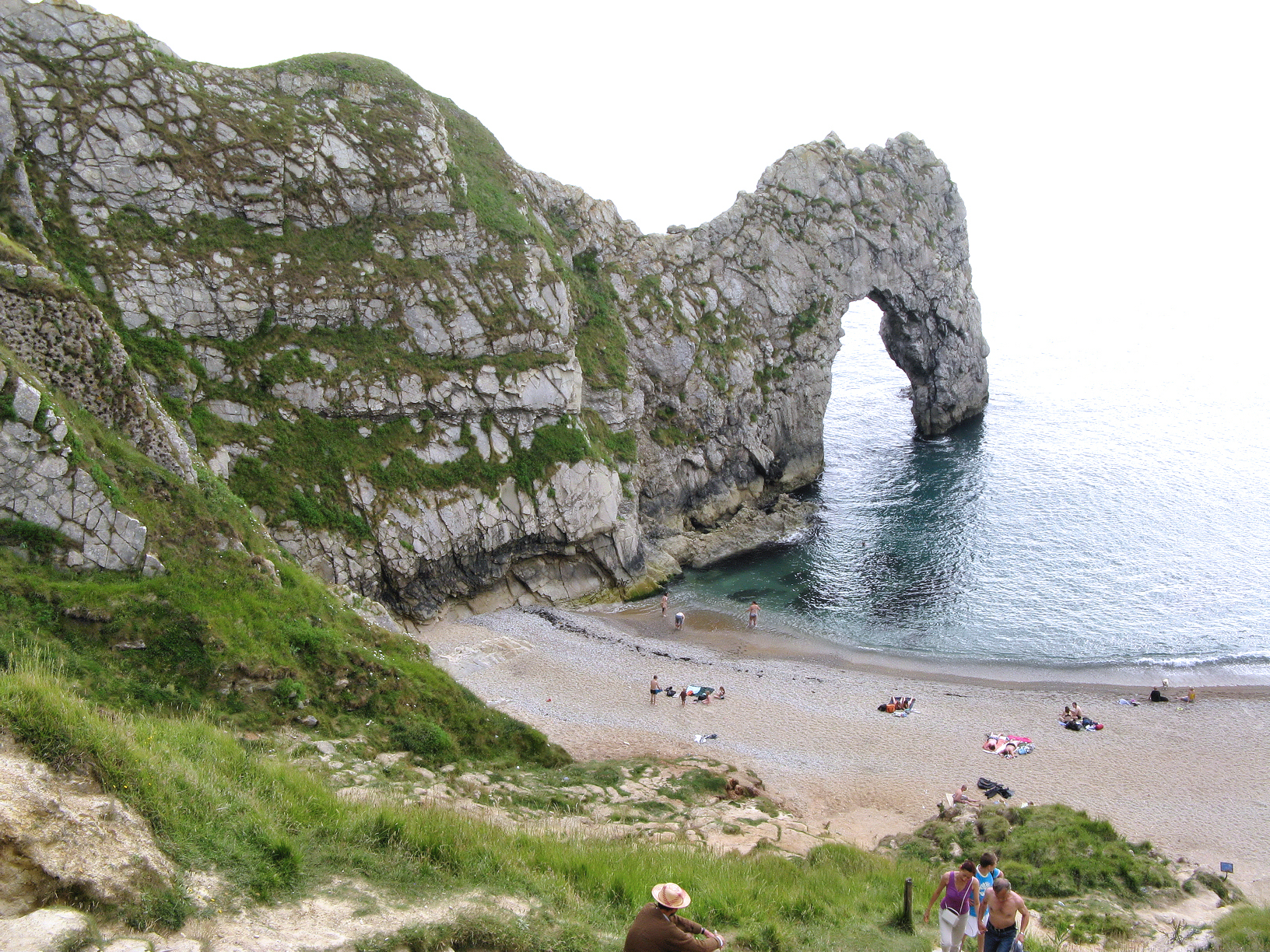
Durdle Door
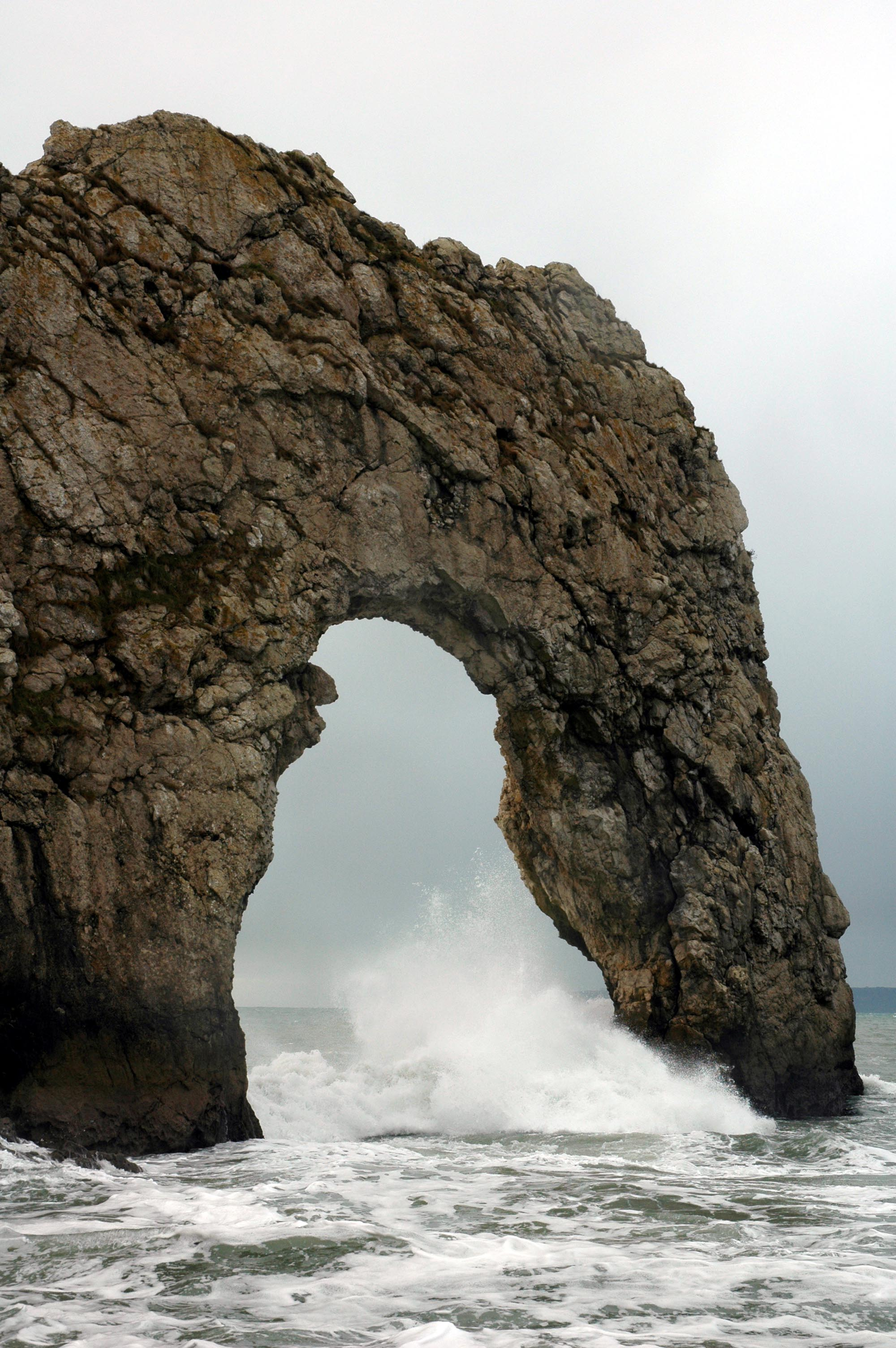
Durdle Door

- Isle of Portland
  - Chesil Cove
  - Tar Rock
  - Clay Ope
  - West Cliff
  - Blacknor
  - Mutton Cove
  - Wallsend Cove
  - Pulpit Rock
  - Portland Bill
  - Cave Hole
  - Church Ope Cove
  - Portland Museum (Dorset)
  - Durdle Pier
  - King's Pier
  - Balaclava Bay
- Portland Harbour
- Weymouth
  - Newton's Cove
  - Weymouth Beach
  - Weymouth Bay
  - Greenhill
- Furzy Cliff
- Jordan Hill
- Bowleaze Cove
- Redcliff Point
- Black Head
- Osmington Mills
- Bran Point
- Perry Ledge
- Ringstead Bay
- White Nothe
- Bat's Head
- Swyre Head (Lulworth)
- Scratchy Bottom
- The Bull
- Durdle Door
- Man of War Bay
- St Oswald's Bay
- Pinion Rock
- Dungy Head
- Stair Hole
- Lulworth Cove
- Lulworth Military Range
- Bindon Hill
- Fossil Forest
- Mupe Rocks
- Mupe Ledges
- Mupe Bay
- Black Rock
- Arish Mell

## Isle of Purbeck

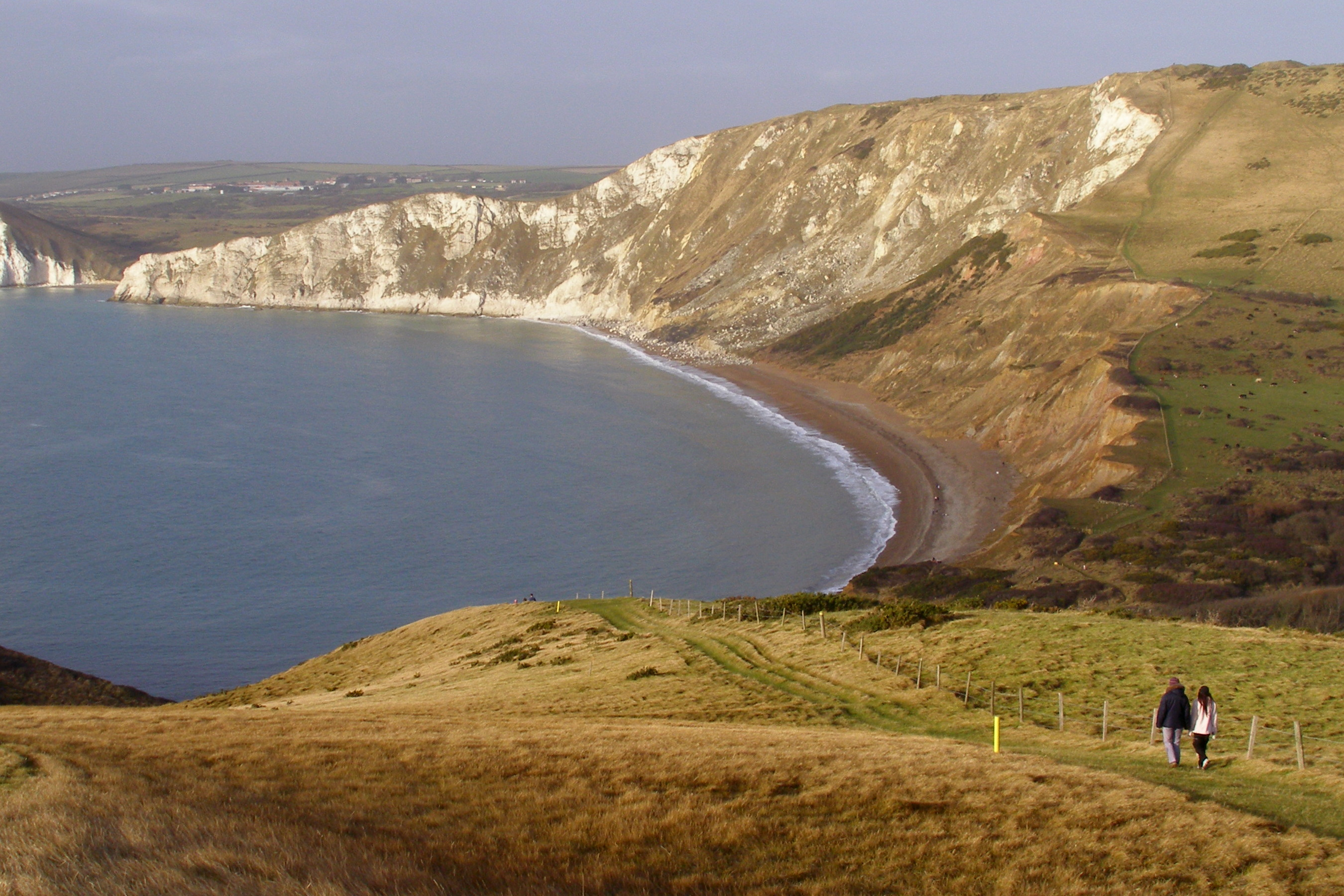
Worbarrow Bay
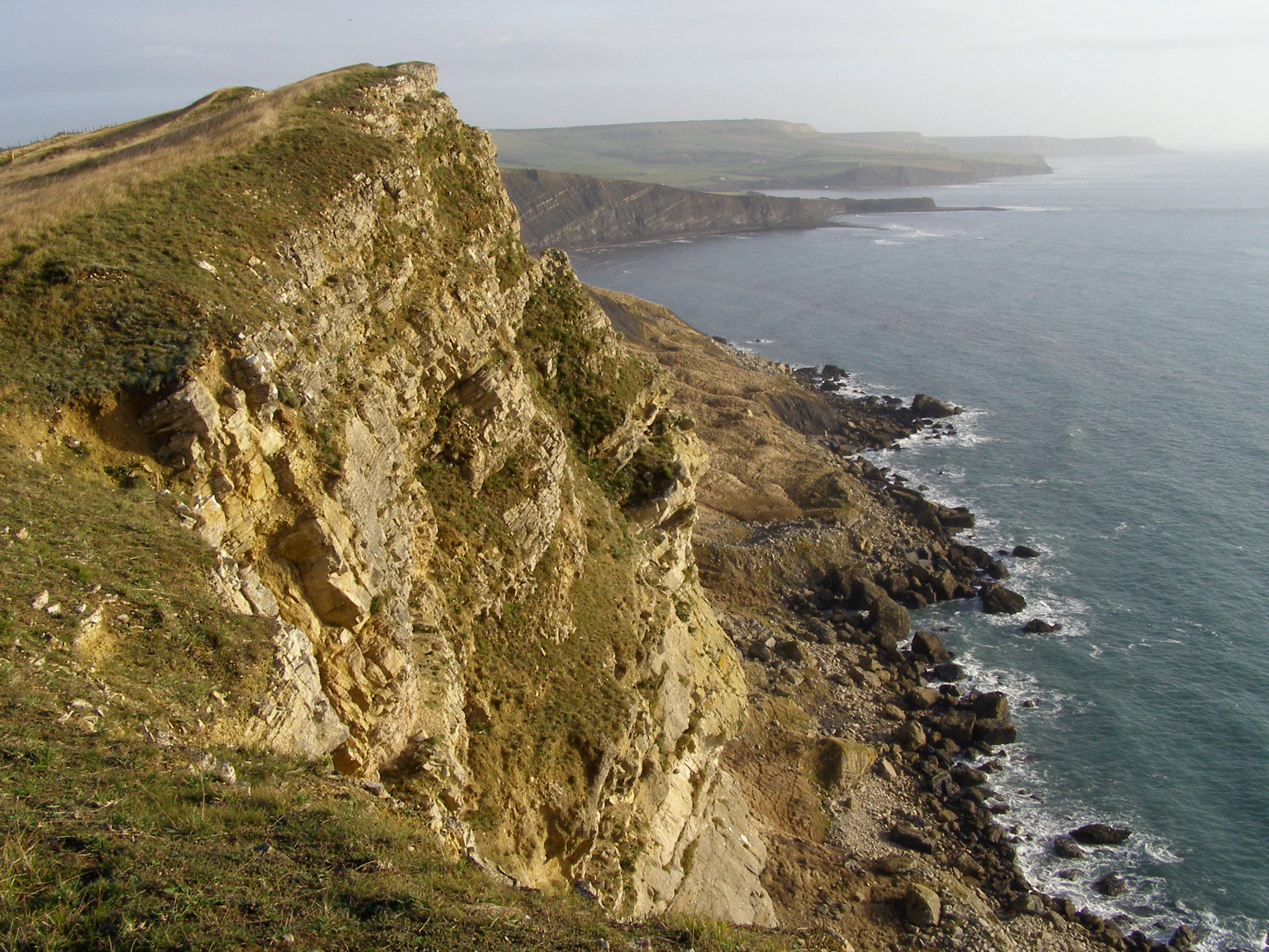
Gad Cliff, Brandy Bay
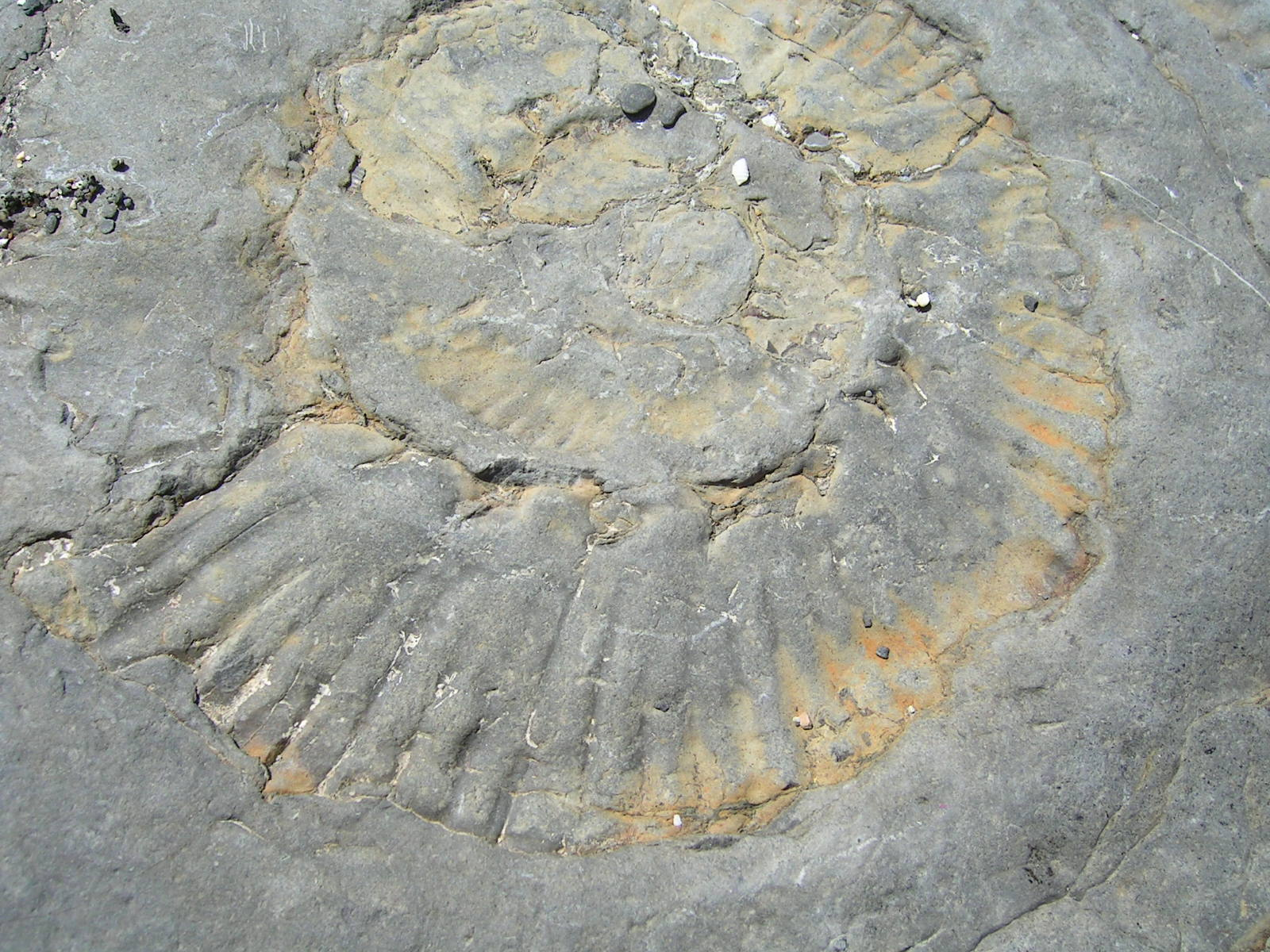
Ammonite Fossil in der Kimmeridge Bucht
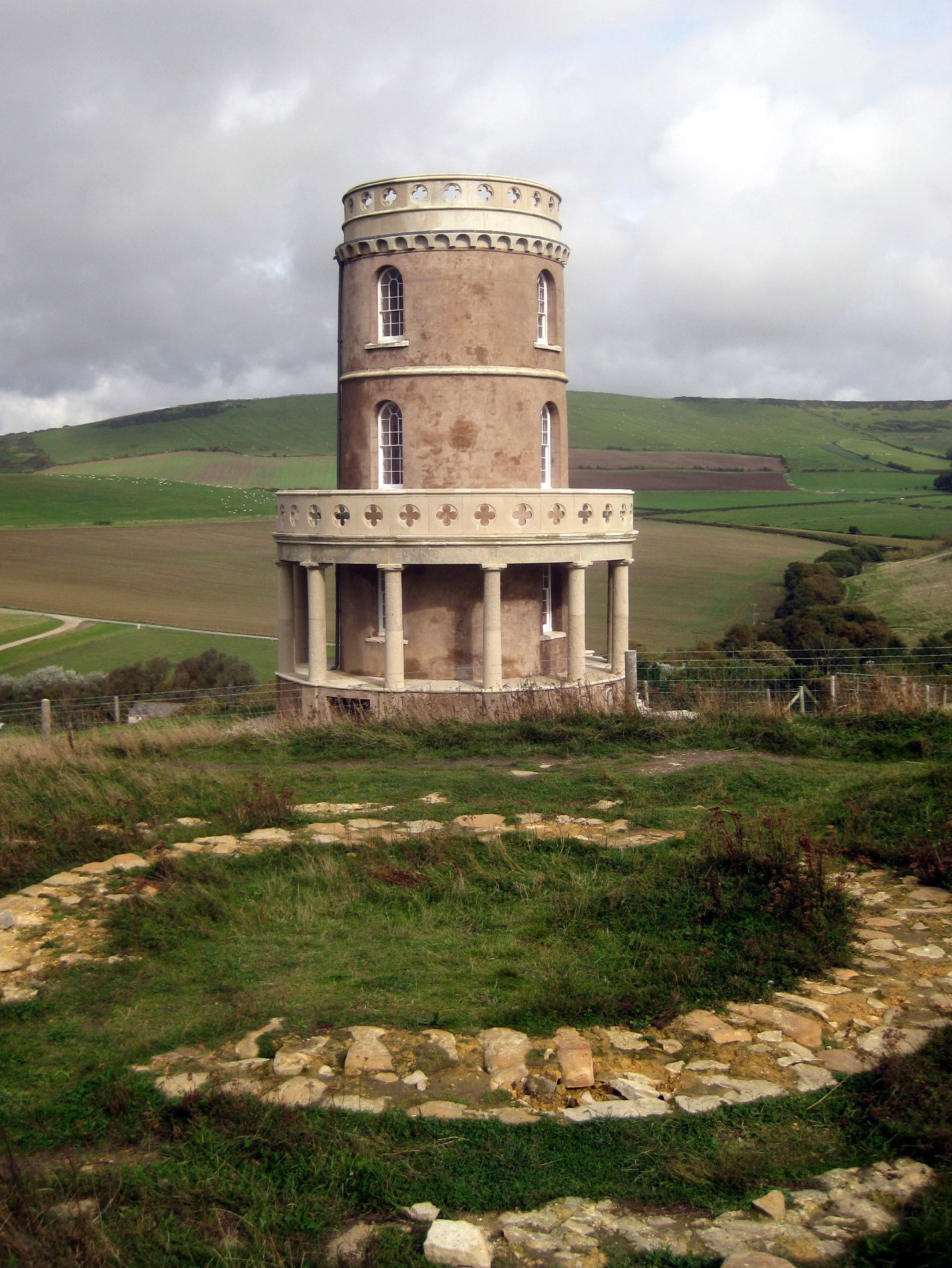
Clavell Tower
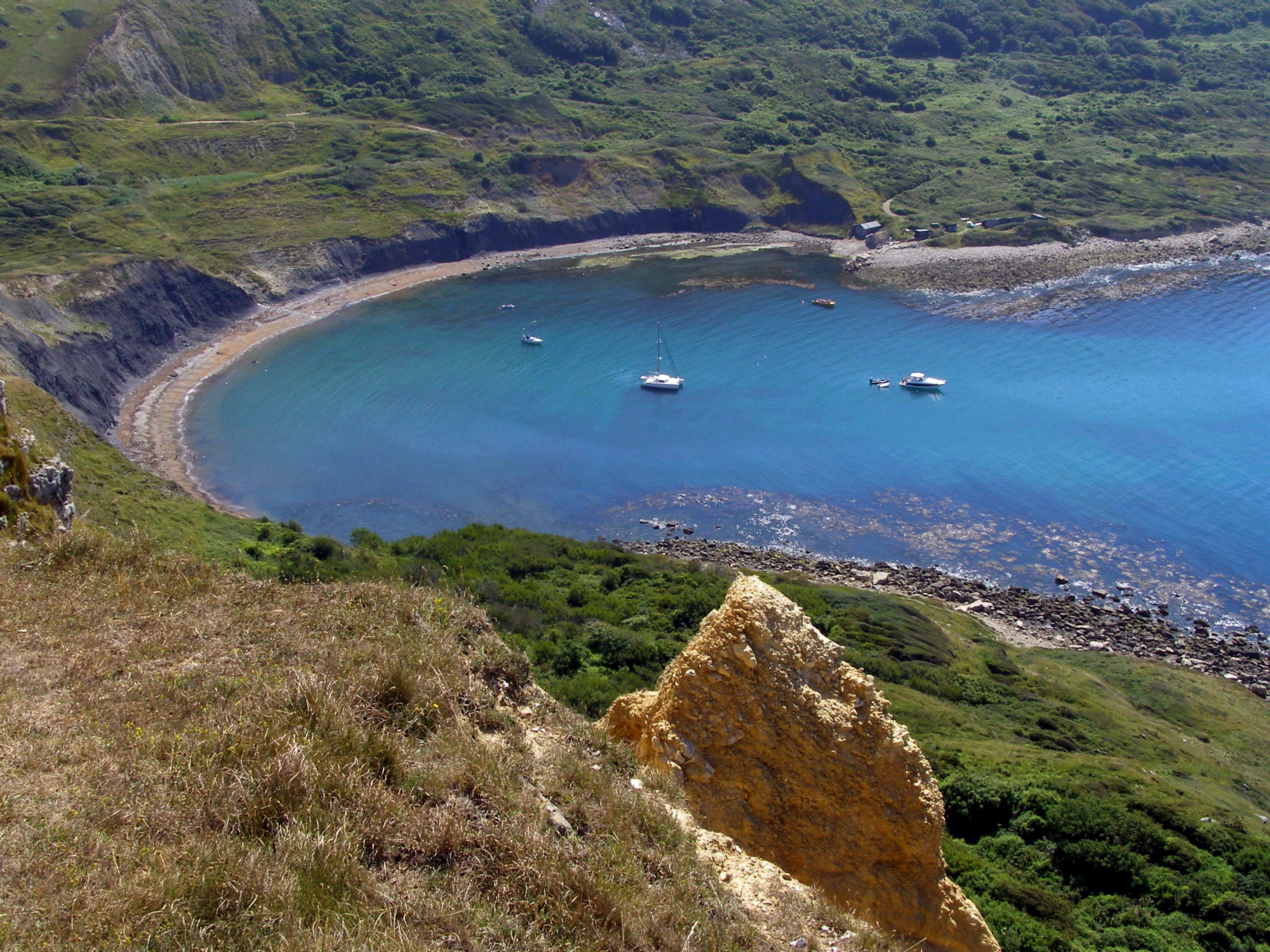
Chapman’s Pool gesehen von Hounstout
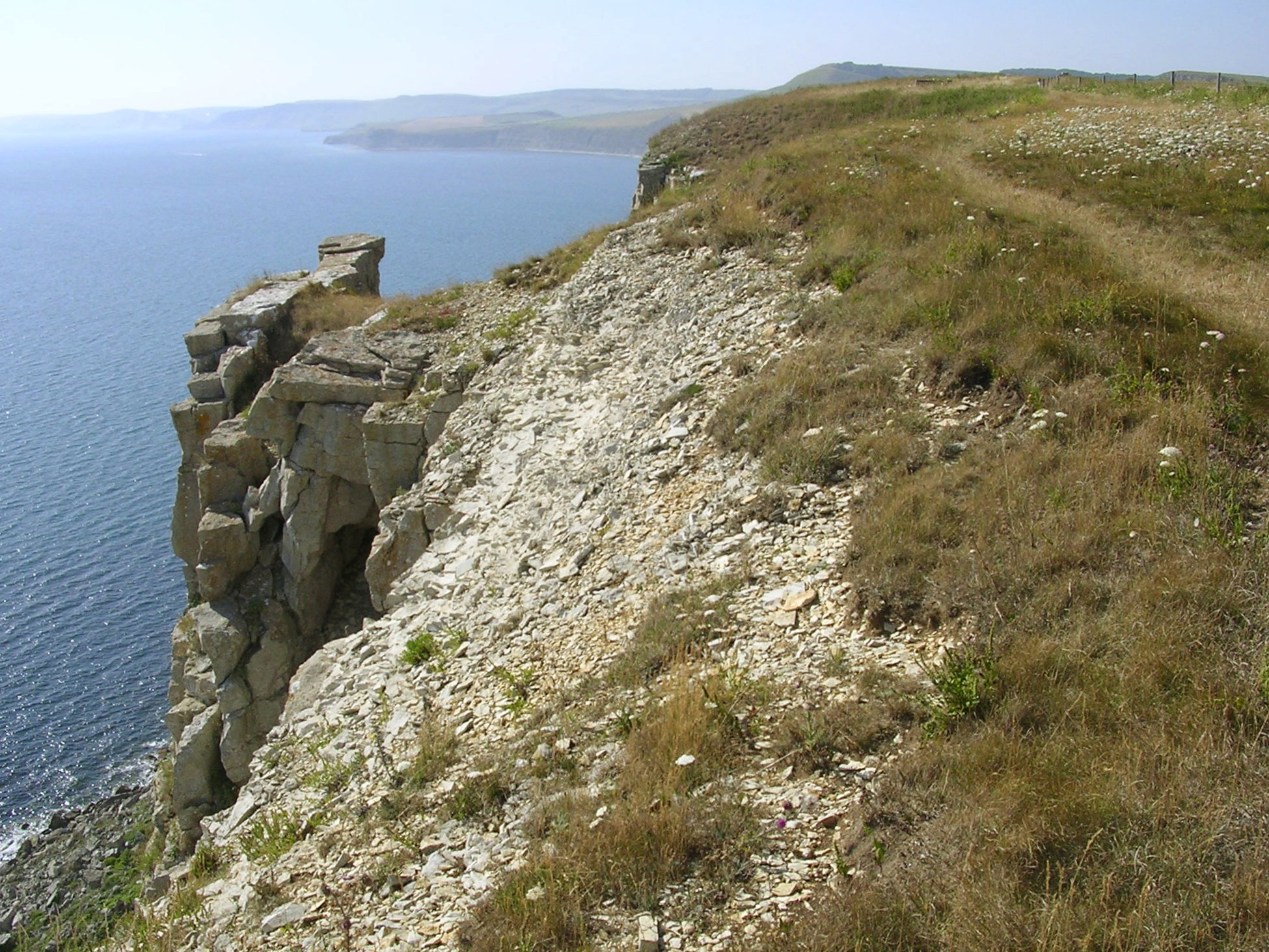
Klippenwand, St Alban’s Head
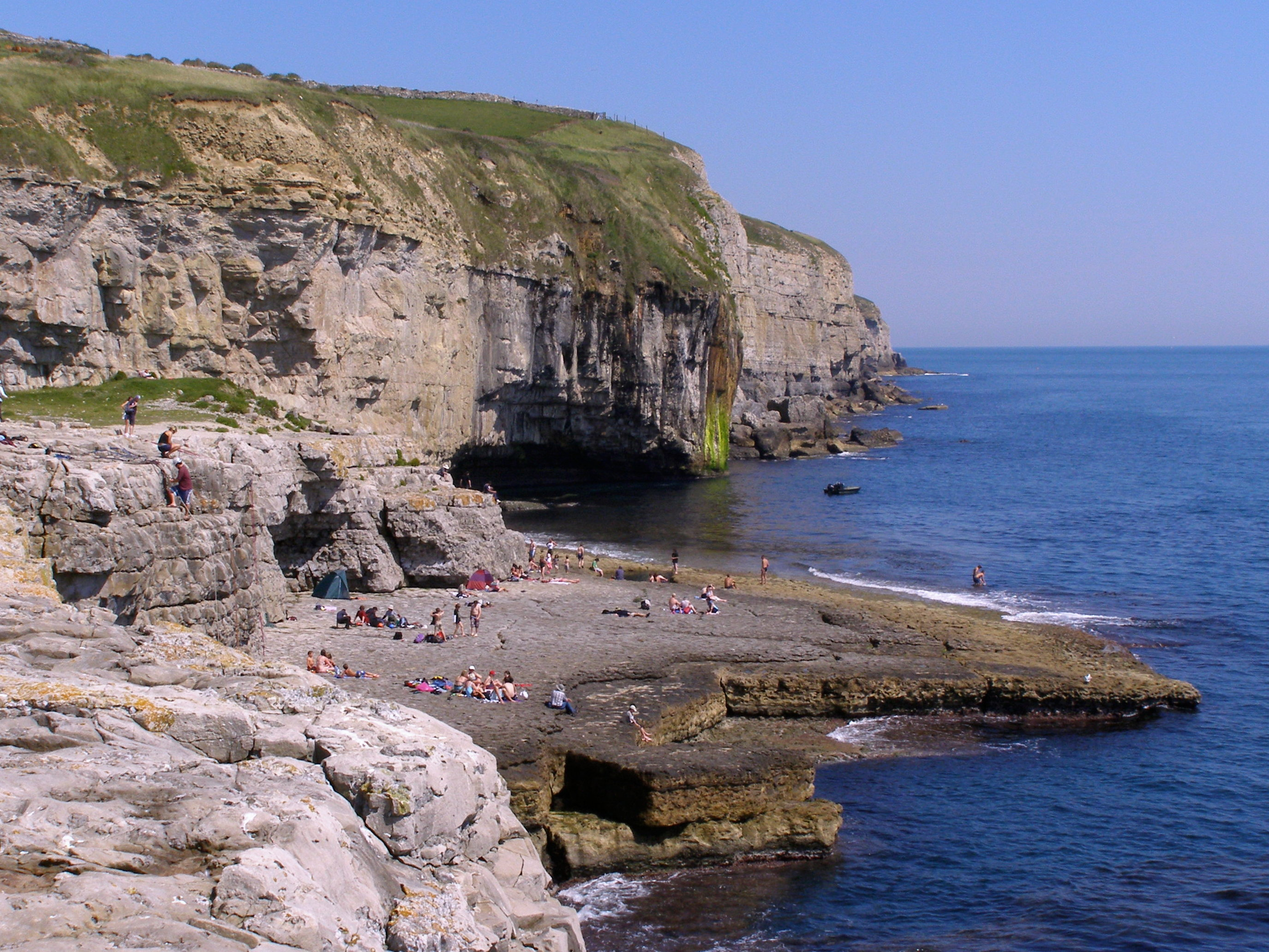
Dancing Ledge, Blick von Westen
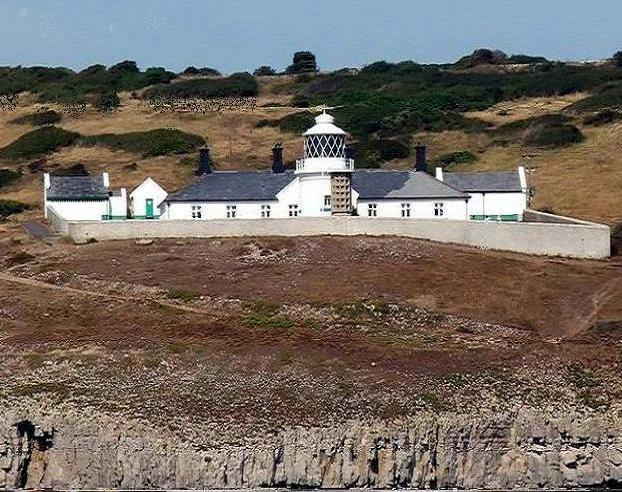
Swanage Leuchtturm (1880)
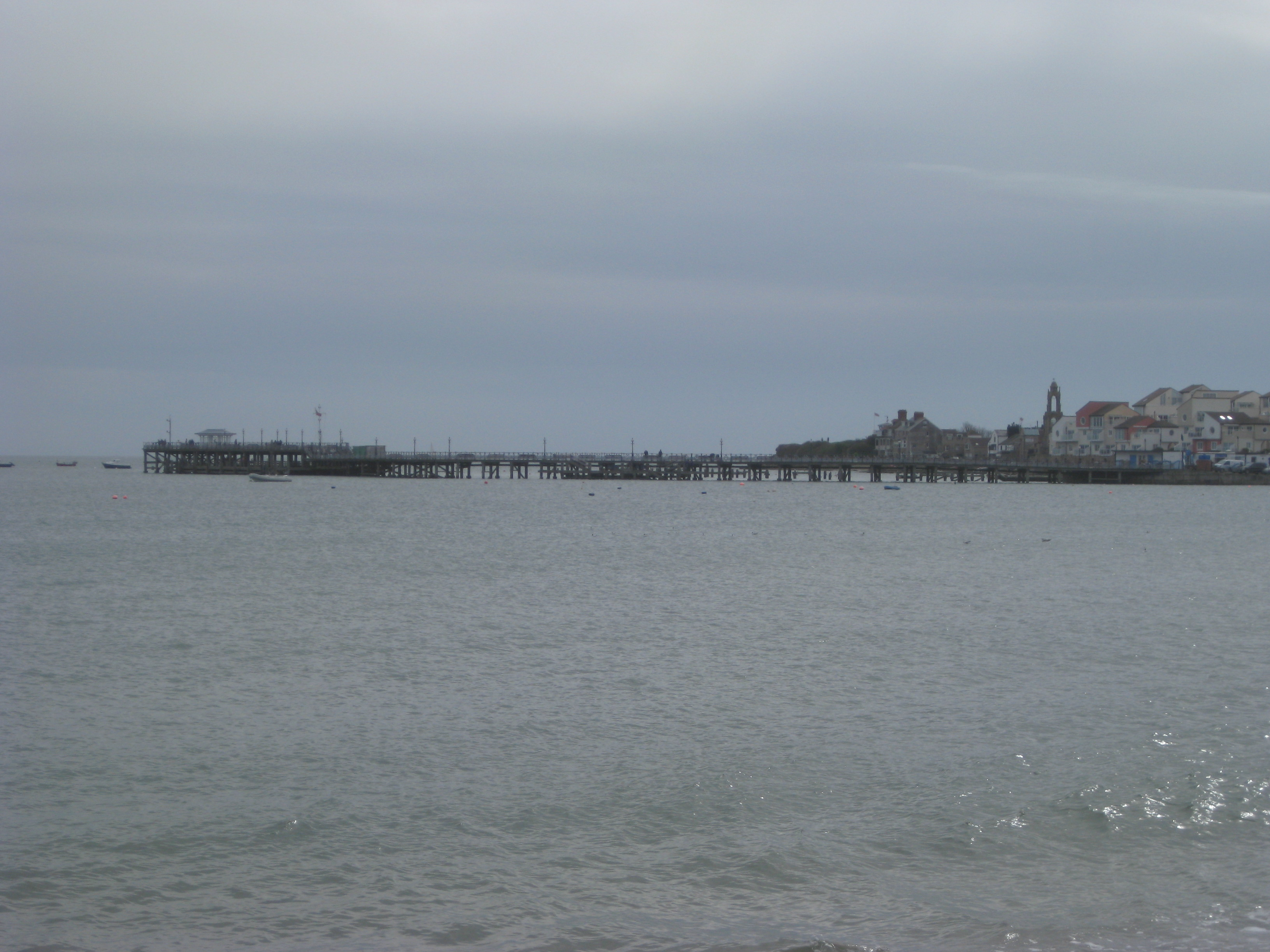
Swanage Pier
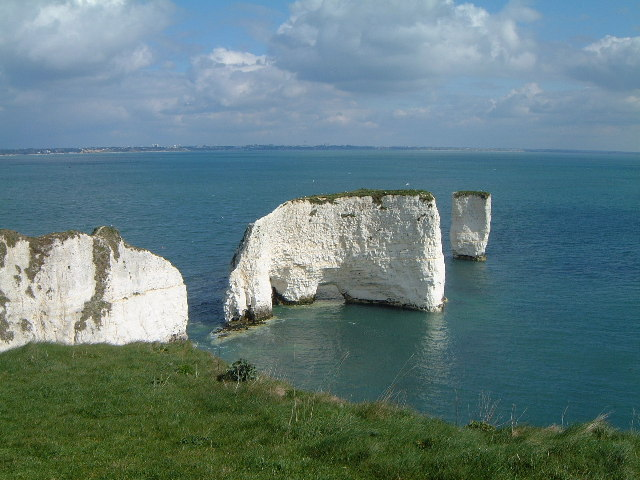
Old Harry Rocks am Östlichsten Ende der Jurassic Coast.

- Flower's Barrow
- Cow Corner
- Worbarrow Bay
- Worbarrow Tout
- Pondfield Cove
- Gold Down
- Gad Cliff
- Wagon Rock
- Tyneham
- Brandy Bay
- Long Ebb
- Hobarrow Bay
- Broad Bench
- Charnel
- Kimmeridge
- Kimmeridge Oil Field
  - Kimmeridge Bay
  - Gaulter Gap
  - Clavell Tower
  - Hen Cliff
  - Cuddle
  - Kimmeridge Ledges
- Clavell's Hard
- Rope Lake Head
- Swyre Head (Kingston)
- Egmont Bight
- Egmont Point
- Chapman’s Pool
- Emmetts Hill
- St Aldhelms Head (oder auch St Alban’s Head genannt)
  - St Aldhelm’s Chapel
- West Man
- Winspit
- East Man
- Worth Matravers
- Seacombe Quarry
- Seacombe Cliff
- Dancing Ledge
- Blackers Hole
- Anvil Point
- Tilly Whim Caves
- Durlston Country Park
  - Durlston Castle
  - Großer Globus
  - Durlston Head
  - Durlston Bay
- Peveril Point
- Swanage
  - Swanage Bay
- Ballard Down
  - Ballard Point
- The Pinnacles
- Parson’s Barn
- Old Harry Rocks